# Viaducto de Penkridge
El viaducto de Penkridge (en inglés: Penkridge Viaduct) es una estructura ferroviaria localizada en el Reino Unido. Pertenece al recorrido de la Línea Principal de la Costa Oeste, a la que permite cruzar sobre el río Penk y la carretera de Levedale cerca del pueblo de Penkridge, en Staffordshire, Inglaterra. Está catalogada en el National Heritage List for England como monumento clasificado de Grado II.
Con una longitud total de algo menos de 80 m, está formado por siete arcos rebajados de ladrillo.  

## Historia
Fue construido en 1837 como parte del Ferrocarril Grand Junction. El ingeniero fue Joseph Locke y el contratista fue Thomas Brassey. Fue la primera oferta exitosa de Brassey por un contrato, y el costo del viaducto fue de 6000 libras (580 000 £). El viaducto consta de siete arcos construidos en ladrillo rojo, decorado con cantoneras de sillería.
El primer tren, en un recorrido de prueba, cruzó el viaducto el 1 de junio de 1837. La inauguración oficial fue el 4 de julio, cuando el viaducto fue atravesado por la locomotora N° 8 Wild Fire tirando de ocho coches de pasajeros de primera clase.

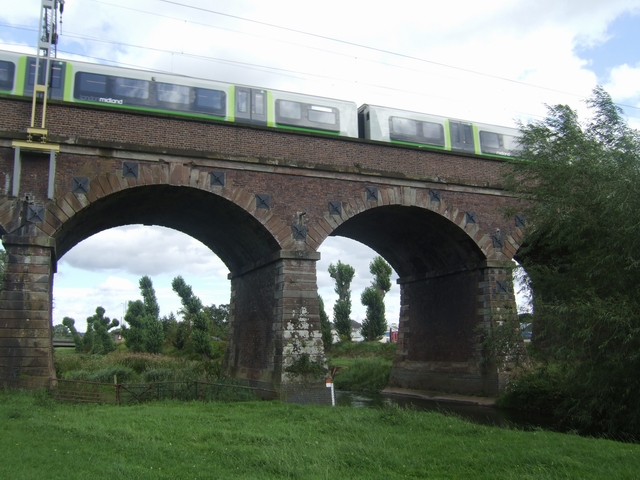
Detalle de los arcos